# Лоренс (Мичиген)
Лоренс (енгл. Lawrence) град је у америчкој савезној држави Мичиген.

## Демографија
По попису из 2010. године број становника је 996, што је 63 (-5,9%) становника мање него 2000. године.
| Група             | 2000.       | 2010.       |
| Белци             | 764 (72,1%) | 682 (68,5%) |
| Афроамериканци    | 40 (3,8%)   | 14 (1,4%)   |
| Азијати           | 9 (0,8%)    | 1 (0,1%)    |
| Хиспаноамериканци | 194 (18,3%) | 271 (27,2%) |
| Укупно            | 1.059       | 996         |